# Hydatophylax grammicus
Hydatophylax grammicus là một loài Trichoptera trong họ Limnephilidae. Chúng phân bố ở miền Cổ bắc.